# ناو تنریو
ناو تنریو (به انگلیسی: Japanese cruiser Tenryū) یک زیردریایی است که طول آن ۱۴۲٫۹ متر (۴۶۸ فوت ۱۰ اینچ) می‌باشد. این زیردریایی در سال ۱۹۱۸ ساخته شد.